# Harald Hauser (Autor)

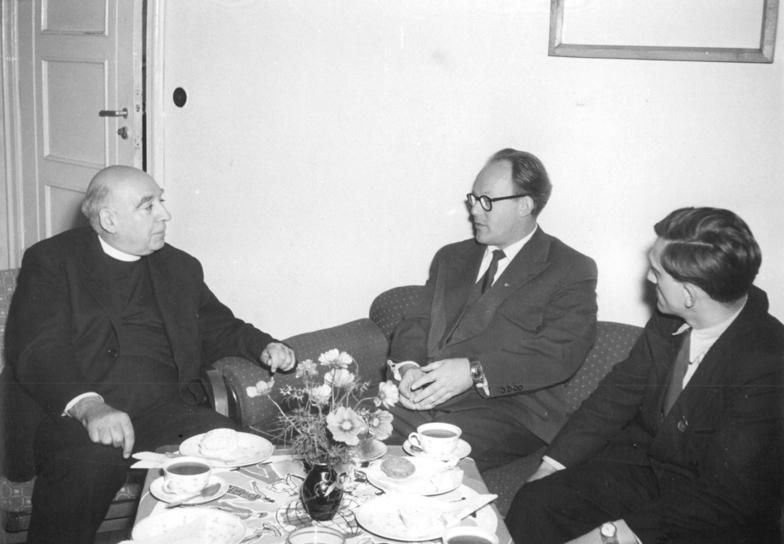
Harald Hauser (Mitte) empfängt Jean Boulier (links)
Jean Boulier (1894–1980) war ein katholischer Geistlicher, der sich für die Belange französischer Arbeiter und für die internationale Friedensbewegung einsetzte.

Harald Hauser (* 17. Februar 1912 in Lörrach; † 6. August 1994 in Berlin) war ein deutscher Schriftsteller. Hauser wurde bekannt als Verfasser von Romanen, Kinderbüchern, Theaterstücken, Fernsehdrehbüchern und Radio-Features, die von einer antifaschistischen Gesinnung geprägt sind.

## Leben
Harald Hauser war der Sohn des Hochschullehrers Wilhelm Hauser. Nach dem Besuch des Realgymnasiums studierte er von 1930 bis 1933 Jura an der Universität Freiburg im Breisgau und an der Berliner Friedrich-Wilhelms-Universität. 1930 trat er dem Kommunistischen Jugendverband Deutschlands bei und, nach einer Studienreise in die Sowjetunion, 1932 der KPD. Er engagierte sich in der Berliner „Roten Studentengruppe“. Nach der Machtübernahme der Nationalsozialisten wurde Hauser von der Universität Freiburg im Breisgau relegiert und emigrierte mit seiner Ehefrau nach Frankreich. Er verdiente sich seinen Lebensunterhalt mit Gelegenheitsarbeiten, unter anderem als Chauffeur und Sportlehrer, daneben wirkte er mit im Nachrichtendienst der Exil-KPD und bei der Bekämpfung innerparteilicher Gegner. Im Jahr 1937 wurde Hauser Mitglied in der Exilorganisation Freie Deutsche Jugend.
Nachdem er Anfang 1939 von den deutschen Behörden ausgebürgert worden war, meldete er sich im Dezember 1939 freiwillig zur französischen Armee; er wurde in einem Regiment ausländischer Freiwilliger eingesetzt. Nach der französischen Niederlage 1940 ging Hauser ins unbesetzte Südfrankreich, wo er unter dem Decknamen „Jean-Louis Maurel“ in Avignon und Lyon in der Illegalität politische Widerstandsarbeit leistete. Ab 1943 gab er die illegale Zeitung Volk und Vaterland heraus und leitete mit Otto Niebergall die Bewegung Freies Deutschland im Westen, eine Parallelorganisation zum Nationalkomitee Freies Deutschland.
Nach dem Ende des Zweiten Weltkriegs kehrte Hauser nach Deutschland zurück und war anfangs aktiv beim Wiederaufbau der kommunistischen Parteiorganisation im Saargebiet und im Rheinland. Anschließend war er Redakteur bei der Deutschen Volkszeitung und Mitarbeiter des Neuen Deutschlands. Von 1949 bis 1955 wirkte er für die Gesellschaft für Deutsch-Sowjetische Freundschaft als Chefredakteur der Zeitschrift Die neue Gesellschaft; daneben war er Gründer der Illustrierten Freie Welt.
Ab 1955 lebte Hauser als freier Schriftsteller in Berlin-Niederschönhausen. Er war Mitglied des Präsidiums des Schriftstellerverbandes der DDR und ab 1962 des Präsidiums der Deutsch-Französischen Gesellschaft. Außerdem war er für den Friedensrat der DDR tätig.

## Werke (Bücher, Schauspiele, Filme)
| - 1947: Wo Deutschland lag, Dietz Verlag, Berlin, mit einem Nachwort von Rudolf Leonhard (1975 als Botschafter ohne Agrément im Verlag Neues Leben neu aufgelegt) - 1951: Prozeß Wedding, Schauspiel - 1955: Am Ende der Nacht, Schauspiel; 1956 als Hör- und Fernsehspiel bearbeitet - 1957: Tibet, Leipzig (ein Bildband; zusammen mit Eva Siao) - 1958: Im Himmlischen Garten, Schauspiel. Musik von Guido Masanetz - 1959: Weißes Blut, Schauspiel; auch als Film und Fernsehspiel bearbeitet - 1960: Häschen Schnurks, Berlin; Neuauflage 2012 im Verlag Beltz; ISBN 978-3-407-77133-9 - 1961: Nitschewo, Berlin - 1961: Sterne über Tibet, Leipzig (zusammen mit Eva Siao) | - 1963: An französischen Kaminen, Berlin (zusammen mit Henryk Keisch) - 1964: Barbara, Berlin - 1965: Die andere Front; zweiteiliger Antikriegsfilm vom DFF; Harald Hauser spielte eine Filmrolle - 1966: Der große und der kleine Buddha, Berlin - 1967: Der illegale Casanova, Berlin - 1968: Deckname Kakadu, Berlin - 1968: Unternehmen Lebrun, Berlin - 1972: Schwarzer Zwieback (Filmrolle) - 1978: Es waren zwei Königskinder, Berlin - 1982: Der illegale Casanova, Erzählungen, Militärverlag der DDR Berlin - 1989: Gesichter im Rückspiegel, Berlin - Prozess |

## Auszeichnungen
| - 1959: Lessing-Preis der DDR - 1960: Nationalpreis der DDR III. Klasse - 1962: Vaterländischer Verdienstorden in Bronze | - 1972: Vaterländischer Verdienstorden in Silber - 1977: Vaterländischer Verdienstorden in Gold - 1982: Orden Stern der Völkerfreundschaft in Gold - 1987: Ehrenspange zum Vaterländischen Verdienstorden in Gold |